# Krisna indicatus
Krisna indicatus är en insektsart som beskrevs av Walker 1858. Krisna indicatus ingår i släktet Krisna och familjen dvärgstritar. Inga underarter finns listade i Catalogue of Life.